# Juan de Cerezuela
Juan de Cerezuela, (Cañete (Cuenca) - Talavera de la Reina, 1442), era hermano uterino de Don Álvaro de Luna, el gran Condestable de Castilla por parte de su madre María Fernández de Jarana, conocida como La Cañeta. 

## Biografía
Gracias a la influencia de su medio hermano, favorito o privado del rey Juan II de Castilla, consiguió diversas sedes episcopales, comenzando por varios beneficios en la diócesis Zaragozana como fueron Cervera y Pancrudo en 1416. En 1422 ya era abad de Castrojeriz cuando fue nombrado obispo de Osma, 
En 1433 el rey piedió para él el arzobispado sevillano, donde estuvo menos de dos años ya que en octubre de 1434 fue elegido arzobispo de Toledo al fallecer Juan Martínez Contreras también gracias a la petición de los propios canónigos desplazando a Diego de Anaya y a los dos candidatos postulados por el cabildo Ruy García de Villaquirán y Vasco Ramírez de Guzmán, se mantuvo en el cargo hasta su muerte en el 1442, aunque mantuvo fuertes conflictos con el cabildo, llegando a ser depuesto en el 1441 antes de ser decretado por el papa que fuera protegido.
En apoyo de su hermano, participó activamente en las acciones contra los infantes de Aragón y otras como la batalla de la Higueruela o las acciones de Medina del Campo.